# Famille Máriássy
Máriássy (márkus- és batizfalvi Máriássy en hongrois) est le patronyme d'une ancienne famille noble hongroise originaire de Haute-Hongrie. Elle remonte à Batiz, ispán, fils de Márk et petit-fils de Gala de Szepes, cité en 1200.

## Membres

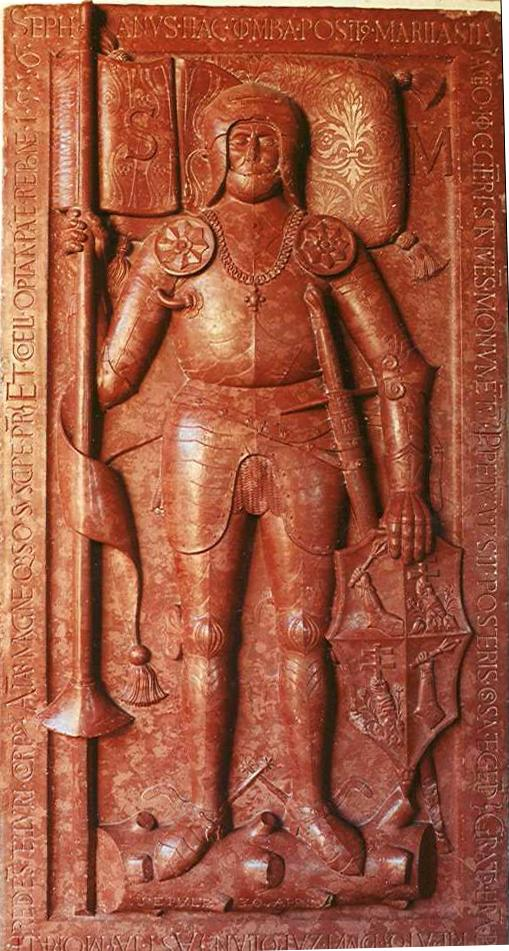
Gisant de István Máriássy (1463–1516), Markušovce, Slovaquie

- László II de Markusfalva (†1466), alispán (vice comte-suprême) de Sáros.
- István Máriássy (1463–1516), capitaine du Château de Szepes, alipsán des comtés de Szepes et Sáros. Fidèle serviteur de Jean Zapolyai, il amasse sa vie durant des domaines considérables.
- László Máriássy (1592-1659), alispán et député de Szepes (1622).
- István Máriássy et Gábor Máriássy (1642-1684), fidèles de Imre Thököly.
- Ádám Máriássy (1696-1739), général, colonel de la Garde du prince  François II Rákóczi.
- Pál  Máriássy (1680-1710), au service de György Bánffy puis fidèle du prince François II Rákóczi et alispán de Gömör.
- András Máriássy († 1718), capitaine du prince Abaffi Ier, fidèle du prince Georges II Rákóczi.
- Sándor Máriássy (hu) (1689-1755), docteur en théologie, chanoine de Eger, grand prévôt du comté de Szepes.
- István Máriássy (hu) (1753-1830), conseiller du roi, alispán.
- Szigmond I Máriássy (1564-1622), alispán et député de Szepes, poète, commissaire du gouvernement de Gabriel Bethlen.
- István Máriássy (1677-1749), écuyer du prince François II Rákóczi, alispán de Szepes.
- Ferenc Xaver Máriássy (1708-1783), conseiller KuK, alipsán des comtés de Szepes et Gömör ; chef de nom et d'armes (1764).
- Antal Ferenc Vincent Máriássy (1777-1837), alispán de Szepes, membre de la Garde noble (nemesi testőr), diplomate.
- Ferenc Xaver Máriássy (1770-1853), assesseur et trésorier du comté de Szepes.
- Mgr Gábor Máriássy (1780-1858), prélat hongrois.
- Károly József István Máriássy (1784-1848), chambellan KuK, Garde du corps, lieutenant-colonel de Hussard.
- Ferenc Máriássy (fin XVIIIe siècle), magistrat-conseiller à la Chancellerie KuK.
- Ferenc Máriássy (1800-1860), commandant dans la Garde nationale lors de la révolution hongroise de 1848.
- Ádám Máriássy (1805-1894), conseiller KuK, főispán adjoint, Chevalier de l'Ordre de François-Joseph.
- Rezső Máriássy (1835-1904), chambellan Kuk, lieutenant-colonel de Hussard
- János Máriássy (1822-1905), lieutenant-général KuK, membre de la Chambre haute, Chevalier de l'Ordre de la Couronne de fer (II.)
- Tiborc József János László Máriássy (1876-1932), dernier főispán de Szepes.
- Mihály Ernő Máriássy (1808-1875), alispán de Szepes, chevalier de la Couronne de fer.
- baron János Máriássy (hu) (1822-1905), colonel de la honvéd, lieutenant-général de l'armée royale.
- Béla Máriássy (hu) (1824-1897), juriste, membre du parlement.
- Barna Máriássy (1860-1842), juge en chef des nobles (főszolgabíró) de Rozsnyó, secrétaire d'État au ministère de l'Intérieur.
- László Máriássy (1863-1936), conseiller royal du Premier Ministre (kormányfőtanácsos), Ordre du Mérite Civil (II.).
- László Barnabás Móric Máriássy (1888-1974), colonel de hussard, commandant de la Garde de la Couronne ( koronaörség parancsnok).
- Béla Dezső Rudolf Máriássy (1870-1938), docteur en sciences économiques, président de l’orphelinat du comté de Sáros, professeur à l'Académie de droit d'Eperjes, Croix de Guerre pour Mérite Civil (2e classe), chevalier de l'Ordre de l'Ours de Anhalt-Dessau.
- Lajos Máriássy (hu) (1888°), footballeur, entraîneur de l'équipe hongroise de football.
- Félix Máriássy (1915-1975), réalisateur et scénariste hongrois, Prix Kossuth.
- Dezső Máriássy (1902-1967), docteur, directeur adjoint de la Magyar Nemzeti Bank.
- Béla Máriássy (1910-1980), vétérinaire, professeur universitaire.
- András Máriássy (1945°), professeur de médecine à l'Université de Miami.
- János Máriássy (1947°), entrepreneur.
- Péter Máriássy (1949°) maître de conférences à l'Université des sciences de Košice.

## Sources
- Magyarország családai, Tome VII-VIII, Par Iván Nagy, Pest 1857-1868
- Magyar Katolikus Lexikon
- Hungarian Society for Family History Research